# Induano
| Periodo                                                                                     | Epoca                | Piano          | Età (Ma)        |
| ------------------------------------------------------------------------------------------- | -------------------- | -------------- | --------------- |
| Giurassico                                                                                  | Giurassico inferiore | Hettangiano    | Più recente     |
| Triassico                                                                                   | Triassico superiore  | Retico         | ~205,7          |
| Triassico                                                                                   | Triassico superiore  | Norico         | ~227,3          |
| Triassico                                                                                   | Triassico superiore  | Carnico        | ~237            |
| Triassico                                                                                   | Triassico medio      | Ladinico       | 241,464 ± 0,28  |
| Triassico                                                                                   | Triassico medio      | Anisico        | 246.7           |
| Triassico                                                                                   | Triassico inferiore  | Olenekiano     | 249,9           |
| Triassico                                                                                   | Triassico inferiore  | Induano        | 251,902 ± 0,024 |
| Permiano                                                                                    | Lopingiano           | Changhsingiano | Più antico      |
| Suddivisione del Triassico secondo la Commissione internazionale di stratigrafia dell'IUGS. |                      |                |                 |

Nella scala dei tempi geologici l'Induano è il primo dei due piani in cui viene suddivisa l'epoca del Triassico Inferiore, a sua volta prima suddivisione del periodo Triassico.
L'Induano va da 251,0 ± 0,4 a circa 249,5 Milioni di anni fa (Ma). È preceduto dal Changhsingiano (l'ultimo piano del Permiano) ed è seguito dall'Olenekiano.
In Asia l'Induano è all'incirca coevo con il piano regionale Feixianguaniano della Cina.

## Definizioni stratigrafiche e GSSP
Il piano Induano fu introdotto nella letteratura scientifica dagli stratigrafi russi Kiparova e Popov, che suddivisero lo Scitico precedentemente usato in Europa occidentale, nei due nuovi piani Induano e Olenekiano. Questa nuova suddivisione del Triassico inferiore rimpiazzò progressivamente quella precedentemente utilizzata.
La base dell'Induano (che è anche la base del Triassico inferiore e di conseguenza dell'intero periodo Triassico, nonché base dell'Era geologica del Mesozoico) è fissata alla prima comparsa nei reperti fossili della specie di conodonte Hindeodus parvus oppure alla fine dell'anomalia negativa del δ18O, cioè della concentrazione dell'isotopo 18O dell'ossigeno nel diagramma dello stadio dell'isotopo marino. Questa variazione è in corrispondenza del grande evento di estinzione di massa del Permiano-Triassico.
Il limite superiore dell'Induano è fissato alla prima comparsa della specie ammonitica Meekoceras gracilitatis, oppure del conodonte Neospathodus waageni. Il limite corrisponde inoltre alla fine dell'anomalia negativa del  δ13C. Nel Sudalpino si trova litologicamente all'"Orizzonte Rosamunda", presente nella Formazione di Werfen, caratterizzato da dolomie gialle.
Anche se l'Induano è un'età insolitamente breve nella scala dei tempi geologici, esso contiene cinque biozone ammonitiche nel dominio boreale e quattro nel dominio dell'Oceano Tetide.

### GSSP
Il GSSP, cioè lo strato di riferimento ufficiale della Commissione Internazionale di Stratigrafia, è situato nella contea di Chanxing che fa parte della provincia di Zhejiang, in Cina.

## Paleontologia
L'Induano fa subito seguito al grande evento di estinzione di massa del Permiano-Triassico che determinò la fine del Permiano.
Sia il livello di biodiversità globale che il livello alfa di diversità biologica dell'ecologia della comunità rimasero bassi per molta parte di questo piano del Triassico. La maggior parte del globo era praticamente priva di vita, desertica, calda e arida. I lystrosauridi e i proterosuchidi erano gli unici gruppi di animali terrestri che dominavano la vita dell'Induano. Altre forme di vita animale come le ammoniti, i pesci, gli insetti, i cinodonti tetrapodi, gli anfibi e i rettili erano piuttosto rari e in complesso l'intero ecosistema terrestre impiegò circa 30 milioni di anni per riprendersi.
I mari e le acque del pianeta erano praticamente in uno stato di ipossia, cioè di basso contenuto di ossigeno.
- lystrosauridi
- proterosuchidi

### Archosauri
| Archosauria dell'Induano | Archosauria dell'Induano | Archosauria dell'Induano                   | Archosauria dell'Induano | Archosauria dell'Induano |
| Taxa                     | Presenza                 | Località                                   | Descrizione | Immagine                 |
| ------------------------ | ------------------------ | ------------------------------------------ | --- | ------------------------ |
| - Proterosuchus          |                          | Sud Africa                                 | È il più grande rettile terrestre del Triassico Inferiore, di dimensioni equivalenti a quelle del drago di Komodo. Era assimilabile a un coccodrillo primitivo, con lunghe mascelle, potenti muscoli del collo e coda lunga, ma con caratteristiche distintive quali le gambe lunghe e la bocca che terminava con una sorta di uncino. |                          |
| - Prolacerta             |                          | Sud Africa, Formazione Fremouw (Antartide) | |                          |

### †Conodonti
| †Conodonta dell'Induano | †Conodonta dell'Induano | †Conodonta dell'Induano | †Conodonta dell'Induano | †Conodonta dell'Induano |
| Taxa                    | Presenza                | Località                | Descrizione             | Immagine                |
| ----------------------- | ----------------------- | ----------------------- | ----------------------- | ----------------------- |
| - Hindeodus parvus      |                         |                         |                         |                         |

### Procolophonomorphi
| Procolophonomorpha dell'Induano | Procolophonomorpha dell'Induano               | Procolophonomorpha dell'Induano | Procolophonomorpha dell'Induano | Procolophonomorpha dell'Induano |
| Taxa                            | Presenza                                      | Località                        | Descrizione | Immagine                        |
| ------------------------------- | --------------------------------------------- | ------------------------------- | --- | ------------------------------- |
| - Procolophon                   | dal Permiano Superiore al Triassico Superiore | Sud Africa                      | Rettile a forma di lucertola. |                                 |
| - Nyctiphruretus                | Induano/Olenekiano                            | fiume Mezen, Russia Europea.    | Rettile a forma di lucertola, la cui dieta consisteva di piante acquatiche. Le dimensioni degli esemplari adulti ritrovati hanno lunghezza di circa 36 cm e cranio di 4,4 cm. |                                 |

### †Temnospondyli
| †Temnospondyli dell'Induano | †Temnospondyli dell'Induano | †Temnospondyli dell'Induano | †Temnospondyli dell'Induano | †Temnospondyli dell'Induano |
| Taxa                        | Presenza                    | Località                    | Descrizione                 | Immagine                    |
| --------------------------- | --------------------------- | --------------------------- | --------------------------- | --------------------------- |
| - Wetlugasaurus             |                             | Russia settentrionale       |                             |                             |

### †Therapsidi (non-mammiferi)
| †Therapsida Non-mammiferi dell'Induano | †Therapsida Non-mammiferi dell'Induano        | †Therapsida Non-mammiferi dell'Induano | †Therapsida Non-mammiferi dell'Induano | †Therapsida Non-mammiferi dell'Induano |
| Taxa                                   | Presenza                                      | Località                               | Descrizione | Immagine                               |
| -------------------------------------- | --------------------------------------------- | -------------------------------------- | --- | -------------------------------------- |
| - Galesaurus                           |                                               |                                        | |                                        |
| - Lystrosaurus                         | Dal Permiano Superiore al Triassico Inferiore | Antartide, India e Sud Africa          | È il gruppo più comune di vertebrati terrestri del Triassico Inferiore: il 95% dei vertebrati terrestri erano Lystrosaurus. |                                        |
| - Scaloposaurus                        |                                               |                                        | Un terocefalo. |                                        |
| - Thrinaxodon                          | ?                                             | Sud Africa, Antartide                  | Cinodonte dalle dimensioni di un gatto. Molti studiosi ritengono che i forellini sul cranio indichino che il Thrinaxodon avesse le vibrisse e che quindi fosse coperto di pelliccia e avesse sangue caldo. Tuttavia lo scheletro è da rettile e deponeva le uova. |                                        |